# Karabinek Typ 03
Typ 03 – chiński karabinek automatyczny.

## Historia konstrukcji
W latach 70. XX wieku w Chinach Ludowych rozpoczęto prace nad nowym małokalibrowym nabojem pośrednim. Wraz z nowym nabojem planowano wprowadzić nowy karabinek. Opóźnienie spowodowane przedłużającymi się pracami nad nowym nabojem sprawiły, że na początku lat 80. wprowadzono do uzbrojenia karabinek Typ 81 kalibru 7,62 x 39 mm.
Wprowadzenie do uzbrojenia nowego karabinka nie spowodowało zatrzymania prac nad nowym nabojem. W 1984 roku nabój 5,8 x 42 mm był gotowy do produkcji. W tym samym roku powstała wersja karabinka Typ 81 zasilana nowym nabojem. Broń oznaczono jako Typ 87 wyprodukowano w krótkiej serii i użyto w testach porównawczych karabinków kalibru 7,62 i 5,8 mm. Testy wykazały zdecydowaną wyższość nowej amunicji. W 1988 roku system uzbrojenia złożony z karabinka Typu 87 i rkm-u Typ 87 otrzymał nazwę QBZ 87 (konstruktorem obu broni był Duo Yingxian).
Jednocześnie z próbami pierwszej serii karabinków Typ 87 trwały prace nad polepszeniem ergonomii tego karabinka. Efektem było wprowadzenie szeregu poprawek ułatwiających posługiwanie się bronią. Zmodernizowana wersja była oznaczona początkowo jako Typ 87A ale ponieważ wcześniejsza wersja nie była już produkowana powrócono do oznaczenia Typ 87.
Karabinki Typ 87 wyprodukowano w krótkiej serii, po czym produkcję wstrzymano. Przyczyną było powstanie rozpoczęcie testów konkurencyjnego karabinka w układzie bullpup Typ 95.
Po rozpoczęciu produkcji karabinka Typ 95 w połowie lat 90. wydawało się, że rozwój karabinka Typ 87 został zakończony. Dlatego niespodzianką było pojawienie się w 2003 roku karabinka Typ 03. Nowy karabinek był jeszcze bardziej dopracowaną wersją karabinka Typ 87 (karabinek wyglądem wyraźnie nawiązuje do belgijskiego karabinka FNC).
Pojawienie się prototypu karabinka Typ 03 sprawiło, że na nowo rozgorzała dyskusja dotycząca wyboru docelowej broni armii chińskiej. Ostatecznie podjęto decyzję o równoległym używaniu obu karabinków. Karabinek Typ 95 ma się stać uzbrojeniem jednostek elitarnych, natomiast karabinek Typ 03 – podstawowym karabinkiem armii chińskiej, zastępując karabinki Typ 81.

## Wersje
- Typ 87 - pierwsza wersja, poza kalibrem nie różniąca się od karabinków Typ 81.
- Typ 87 (Typ 87A) - pierwsza wersja seryjna, produkowana w niewielkich liczbach. Muszka przeniesiona na początek rury gazowej, nowe nakładki na lufę (łoże) i chwyt pistoletowy, nowa kolba składana w kształcie litery L. Po raz pierwszy w broni chińskiej zastosowany magazynek z tworzywa sztucznego.
- Typ 03 - wersja zaprezentowana w 2003 roku. Nowa kolba składana i urządzenie wylotowe. Celownik przeniesiony na początek komory zamkowej.

## Opis konstrukcji
Karabinek Typ 03 jest indywidualną bronią samoczynno-samopowtarzalną. Zasada działania oparta na wykorzystaniu energii gazów prochowych odprowadzanych przez boczny otwór lufy. Ryglowanie przez obrót zamka. Po wystrzeleniu ostatniego naboju zamek zatrzymuje się w tylnym położeniu). Mechanizm spustowy umożliwia strzelanie ogniem pojedynczym i seriami. Przełącznik rodzaju ognia, pełniący także rolę bezpiecznika umieszczony nad chwytem pistoletowym, po lewej stronie broni. Zasilanie z dwurzędowych magazynków łukowych o pojemności 30 naboi. Karabinek wyposażony w kolbę składaną na prawą stronę broni.